# وزغ هاینان
وزغ هاینان (نام علمی: Leptobrachium hainanense) نام یک گونه از سرده قورباغه‌های بادپای شرقی است.